# Danni Lowinski (serie televisiva 2010)
Danni Lowinski è una serie televisiva tedesca, ideata da Marc Terjung e prodotta dal 2010 al 2014 da Thomas Biehl e Markus Brunnemann per Phoenix Film e UFA Fiction. Protagonista, nel ruolo di Danni Lowinski è l'attrice Annette Frier; altri interpreti principali sono Axel Siefer, Nadja Becker e Oliver Fleischer.
La serie, composta da cinque stagioni per un totale di 65 episodi (13 per ogni stagione), è stata trasmessa in Germania dall'emittente Sat.1 dal 12 aprile 2010 al 15 settembre 2014.
La serie ha ricevuto vari premi e nomination  e ha avuto degli adattamenti negli Stati Uniti d'America, Belgio, Paesi Bassi e Ucraina (v. sezione "Adattamenti").

## Trama
Protagonista della serie, ambientata a Colonia, è un'ex parrucchiera laureata in Legge, Daniela Lowinski, detta "Danni", alla quale, non riuscendo ad essere assunta in nessun studio, viene l'idea di offrire consiglio legale al costo di un solo euro all'interno del centro commerciale dove lavora l'amica Bea.

## Episodi
| Stagione         | Episodi | Prima TV Germania | Prima TV Italia |
| ---------------- | ------- | ----------------- | --------------- |
| Prima stagione   | 13      | 2010              | inedita         |
| Seconda stagione | 13      | 2011              | inedita         |
| Terza stagione   | 13      | 2012              | inedita         |
| Quarta stagione  | 13      | 2013              | inedita         |
| Quinta stagione  | 13      | 2014              | inedita         |

## Riconoscimenti
- 2010: Quotenmeter.de come miglior attrice (protagonista o secondaria) in una serie televisiva a Annette Frier
- 2010: Bayerischer Fernsehpreis come miglior attrice in una serie a Annette Frier
- 2010: Deutscher Fernsehpreis come miglior serie televisiva
- 2010: Deutscher Comedypreis come miglior serie televisiva commedia
- 2010: Deutscher Comedypreis come miglior attrice a Annette Frier
- 2011: Monte-Carlo Television Festival come miglior attrice in una serie commedia a Annette Frier
- 2011: Deutscher Comedypreis come miglior serie televisiva commedia
- 2011: Deutscher Comedypreis, nomination come miglior attrice a Annette Frier
- 2012: Premio Jupiter come miglior serie televisiva tedesca
- 2012: Quotenmeter.de come miglior attrice in una serie televisiva a Annette Frier
- 2013: Quotenmeter.de come miglior attrice in una serie televisiva a Annette Frier
- 2014: Deutscher Fernsehpreis come miglior serie televisiva

## Adattamenti
Della serie sono stati fatti i seguenti adattamenti:
- Danni Lowinski, film TV statunitense in onda nel 2011[6]: è il primo adattamento negli Stati Uniti di una serie televisiva tedesca[7].
- Danni Lowinski, serie televisiva belga in onda dal 2012 al 2013[8].
- Maša v zakone, serie televisiva ucraina del 2012[9].
- Danni Lowinski, serie televisiva olandese in onda dal 2013.